# Tinia

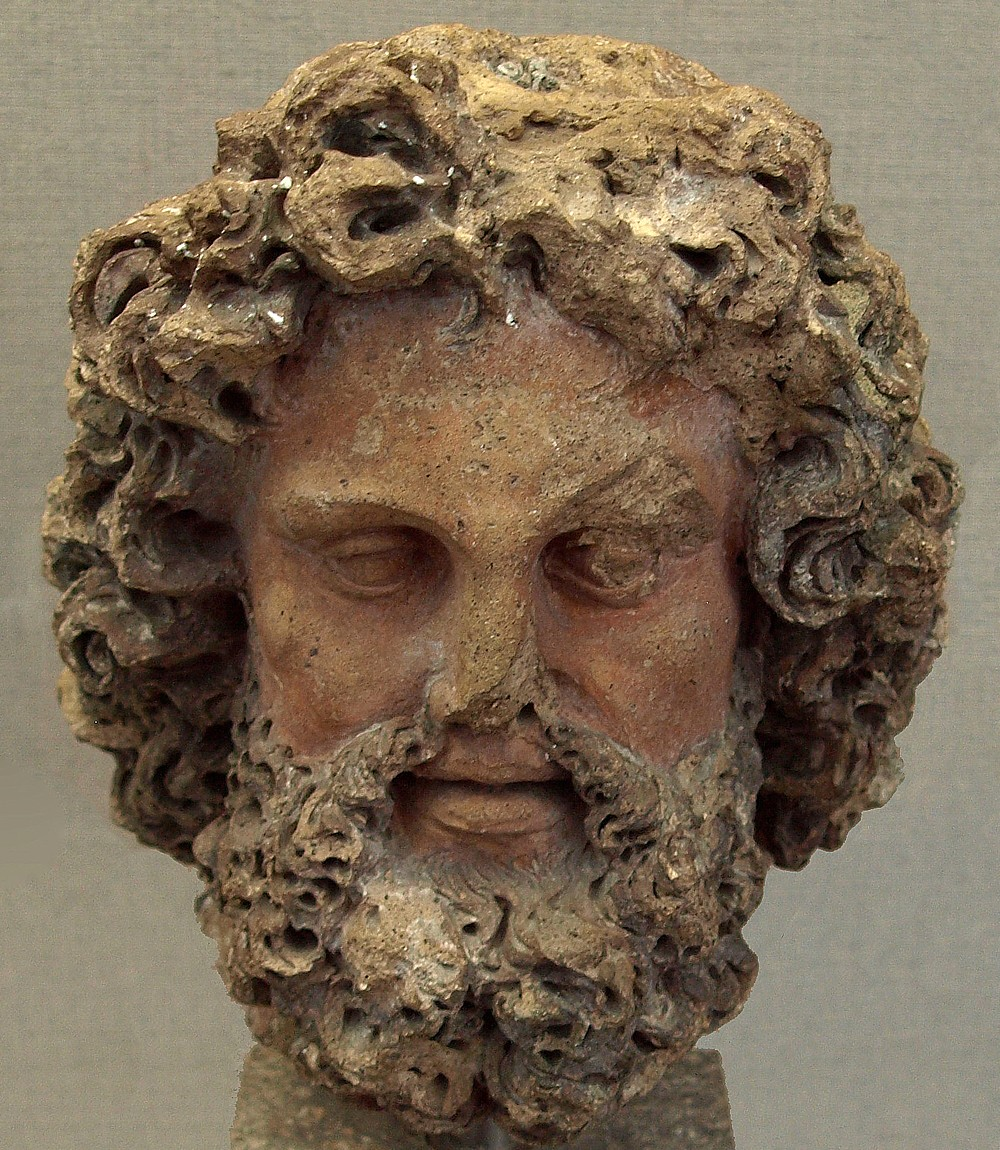
Rostro de Tiania, el dios más alto

En la mitología etrusca, Tinia o Tin era el más alto dios de los cielos, marido de Thalna o Uni.
Era parte de un poderoso triunvirato de dioses, incluyendo a Menrva y a Uni. Se le asociaba con los rayos, las lanzas y los cetros. En lenguaje etrusco, tin o tinš significa día y su plural es tinia, lo que nos muestra que es el dios que gobierna el paso del tiempo.
Junto con Uni, era el padre de Hercle.
Tinia era el equivalente al dios romano Júpiter y al dios griego Zeus. Aparece en distintas variantes, a veces barbado y sentado, y en otras ocasiones de pie y sin barba. Es la divinidad más veces mencionada en el hígado de Piacenza, un modelo en bronce de un hígado utilizado para la adivinación, una de las más valiosas fuentes de conocimientos de la mitología estrusca; las cinco veces que es mencionado, es el primero de una lista o está por encima de otros dioses.
Algunos de sus otros nombres son Tin Cilens y Tin Θuf.
Algunas de las inscripciones en las que aparece son:
- En una pintura de Oltos (aproximadamente sobre el año 500 a. C.): Itun turuce venel atelinas Tinas cliniiaras.  (Esto ha dado Venel Aterlinas para los hijos de Tin)
- En la Quimera de Arezzo: Tinscvil (Un regalo para Tinia).

- Datos: Q926518
- Multimedia: Tinia / Q926518